# Памятник Святому преподобному Елисею Лавришевскому
Памятник Свято́му преподо́бному Елисе́ю Лаври́шевскому — бронзовый памятник православному подвижнику преподобному Елисею Лавришевскому, основателю Лавришевского монастыря. Установлен в Новогрудском районе Гродненской области на территории Лавришевского монастыря 5 ноября 2009 года. Скульптор Денис Стритович.

## История

### Создание памятника
В конце 2007 или начале 2008 года Лавришевский монастырь посетила группа молодых людей из Москвы, заинтересовавшаяся его историей. Одним из путешественников оказался московский скульптор Денис Стритович. Предки Стритовича в XVI веке были опекунами Лавришевского монастыря, что подтверждается записями в Лавришевском Евангелии. По словам доктора исторических наук Сергея Рассадина, Стритович рассказал, что читал копии летописей из Лавришевского Евангелия, и что обнаружил там листы, где указывались благотворители и жертвователи монастыря, среди которых им были найдены свои предки. Рассказав эту историю, Стритович поинтересовался, что на сегодняшний день он может сделать для монастыря. После этого возникла идея создать памятник преподобному Елисею, как символ возрождения обители.
По инициативе благочинного Лавришевского монастыря иеромонаха Евсевия через месяц после этого Стритович привез в монастырь макет возможного памятника его основателю, преподобному Елисею Лавришевскому, который, по преданию, основал эту обитель около 1225 года. Проект согласовывался, и, в конце 2008 года, архиепископ Новогрудский и Лидский Гурий, выбрав один из предложенных вариантов, благословил на начало работ по созданию памятника. Авторская работа была сделана скульптором безвозмездно, а изготовление памятника оплатил монастырь.

### Открытие
5 ноября 2009 года памятник был торжественно открыт. Памятник освящен архиепископом Новогрудским и Лидским Гурием. На торжественном открытие памятника орденами Белорусской православной церкви святителя Кирилла Туровского второй степени были награждены скульпторы Денис Стритович и Тимур Юрченко.

## Композиция
Памятник представляет собой бронзовый трехметровый монумент святого в образе монаха-аскета, сидящего и погруженного в молитву, но при этом одна рука его сложена для благословения, другая перебирает чётки.